# Берталан Семере
Берталан Семере (угор. Szemere Bertalan; 27 серпня 1812, Ватта — 18 січня 1869, Пешт) — угорський політик, один з лідерів Угорської революції (1848—1849), прем'єр-міністр Угорщини, засновник Угорської академії наук.

## Біографія
Походив із дворянської родини. У 1832 році закінчив Шарошпатак. Працював у Боршодському управлінні спочатку як нотаріус, пізніше як суддя, а з 1846 року — заступник губернатора округу. У той же період він був двічі (1843—1844 і 1847—1848) депутатом і одним з лідерів опозиції у угорському парламенті проти абсолютної системи Меттерніха в Австрійській імперії.
Після революції в березні 1848 року призначений міністром внутрішніх справ в уряді Лайоша Баттяні. Після падіння Батьяні з влади і спалаху конфлікту з хорватським забороною Йосипом Йелачичем і віденським судом наприкінці вересня того ж року Семере приєднався до Комітету захисту будинків на чолі з Лайошем Кошутом. У грудні його відправили на посаду комісара в північно-східній Угорщині, де організував партизанський опір проти австрійських військ, захоплених Галичиною.
14 квітня 1849 року, коли угорський парламент відмовився від династії Габсбургів і оголосив Кошута губернатором країни, Семере став прем'єр-міністром. За ініціативою Семере і завдяки його зусиллям у липні того ж року парламент Угорщини проголосував резолюцію про права і культурну автономію не вгорських народів. За його ініціативою був прийнятий закон про звільнення євреїв, який не набув чинності через окупацію Угорщини австрійськими та їх союзними російськими військами.
Він не зупинив російське військове втручання дипломатичними засобами, у серпні 1849 року Семере був змушений тікати, як і інші угорські революціонери, в Османську імперію. Засуджений заочно до смерті австрійською владою, після короткого перебування в Константинополі він оселився в Парижі. Брав активну участь у політичному житті угорської еміграції, у тому числі завдяки масовим спогадам про революційні роки у Франції та Німеччині. З його публікаціями на початку 1950-х років, він намагався зменшити репутацію борця за свободу, якиою Кошут користувався за кордоном.
Після 1859 року Семере зіткнувся з конституційним компромісом між угорцями і Габсбургами. У 1865 році, незадовго до того, як цей компроміс став фактом, він був амністований імператором Францем Йосифом і повернувся до Угорщини. У той час Семере вже був важко хворий. Закінчує своє життя в психіатричній лікарні у Пеші.